# François Simiand
François Joseph Charles Simiand (Gières, 1873 – Saint-Raphaël, 1935) è stato un economista francese.
Docente al Collège de France, applicò il metodo di indagine sociologica all'economia. Individuò cicli divisi in due fasi, A e B, che sarebbero corrisposti, in un arco di tempo di 250 anni, ad una forte espansione economica e ad un periodo di accentuata crisi.
L'evento storico più studiato da Simiand fu la prima rivoluzione industriale.

## Opere
- "Méthode historique et Science social" Revue de synthèse historique (1903); re-edited  Annales ESC 15, no. 1. París (1960)
- Review of Vialles, La consommation et la crise Èconomique, in Année sociologique 7 p. 582 (1902/1903)
- Review of May, Das Grundgesetz der Wirtschaftskrisen, in Année sociologique 7 p. 585 (1902/1903)
- Le salaire des ouvriers des mines de charbon en France Societe Nouvelle de Librarie et D'edition, 1904
- "La causalité en histoire" Bulletin de la Société française de philosophie 6, pp. 245–272, 276–290 (1906)
- "  M. F. Simiand, Review of Jevons, Pareto and Marshall L'année sociologique pp. 516–45 (1909)  New School Net (on line)
- La Méthode positive en science économique (1911); in Critique sociologique de l'économie. Paris, PUF. VI ISBN 2-13-054756-7
- Le Salaire: l'evolution sociale et la monnaie 3 vols., Librairie Felix Alcan, París (1932)
- Recherches anciennes et nouvelles sur le mouvement général des prix du VXIe au XIXe siècle Paris, Domat-Montclirctien (1932)
- Les Fluctuations économiques à longue période de la crise mondiale (1933)
- "La monnaie, réalité sociale", Les Annales Sociologiques, série D, fascicule 1 (1934); in Critique sociologique de l'économie. Paris, PUF. VI ISBN 2-13-054756-7
- La psychologie sociale des crises et les fluctuations économiques de courte durée, Paris, Félix Alcan (1937).  Originally published in Annales Sociologiques.